# الآية الكبرى في شرح قصة الإسراء
الآية الكبرى في شرح قصة الإسراء هو كتاب من تأليف الحافظ جلال الدين السيوطي (849-911)، يختص في ذكر قصة الإسراء والمعراج للنبي صلى الله علية وسلم.

## مقدمة الكتاب
يقول السيوطي في مقدمة الكتاب: «الحمد لله على نعمه التي لا تحصى والصلاة والسلام على سيدنا محمد الذي أسري به من المسجد الحرام إلى المسجد الأقصى هذا جزء جمعته في شرح قصة الإسراء بالغت في إتقانه، ورتبته على أربعة فصول: الأول: في سرد الأحاديث الواردة فيه، ليعرف اختلاف الأخبار بألفاظها. الثاني: في حقيقته، وهل هو يقظة أو منام، وهل وقع مرة أو مرتين أو أكثر وهل المعراج والإسراء سيان أو غيران. الثالث: في تاريخه الزماني والمكاني. الرابع: في نكته الفائقة. وسميته "الآية الكبرى في شرح قصة الإسراء، والله أسأل قبوله والإثابة عليه، وأن يحظينا بالزلفى لديه، بمنه ويمنه».

## أقسام الكتاب
قسم المؤلف الكتاب إلى أربعة فصول:
1. سرد الأحاديث الواردة في الإسراء والمعراج، ليعرف اختلاف الأخبار بألفاظها.
2. حقيقة الإسراء والمعراج، وهل هي يقظة أو منام، وهل وقع مرة أو مرتين أو أكثر وهل المعراج والإسراء سيان أو غيران.
3. تاريخ الإسراء والمعراج الزماني والمكاني.
4. نكته الفائقة.